# Adenocaulon
Adenocaulon é um género botânico pertencente à família Asteraceae.
Suas espécies podem ser encontradas nas Américas e Ásia.

## Espécies
- Adenocaulon bicolor
- Adenocaulon chilense
- «Lista completa»